# Lymeon guyanaensis
Lymeon guyanaensis är en stekelart som först beskrevs av Cameron 1911.  Lymeon guyanaensis ingår i släktet Lymeon och familjen brokparasitsteklar. Inga underarter finns listade i Catalogue of Life.